# 비어-람베르트 법칙

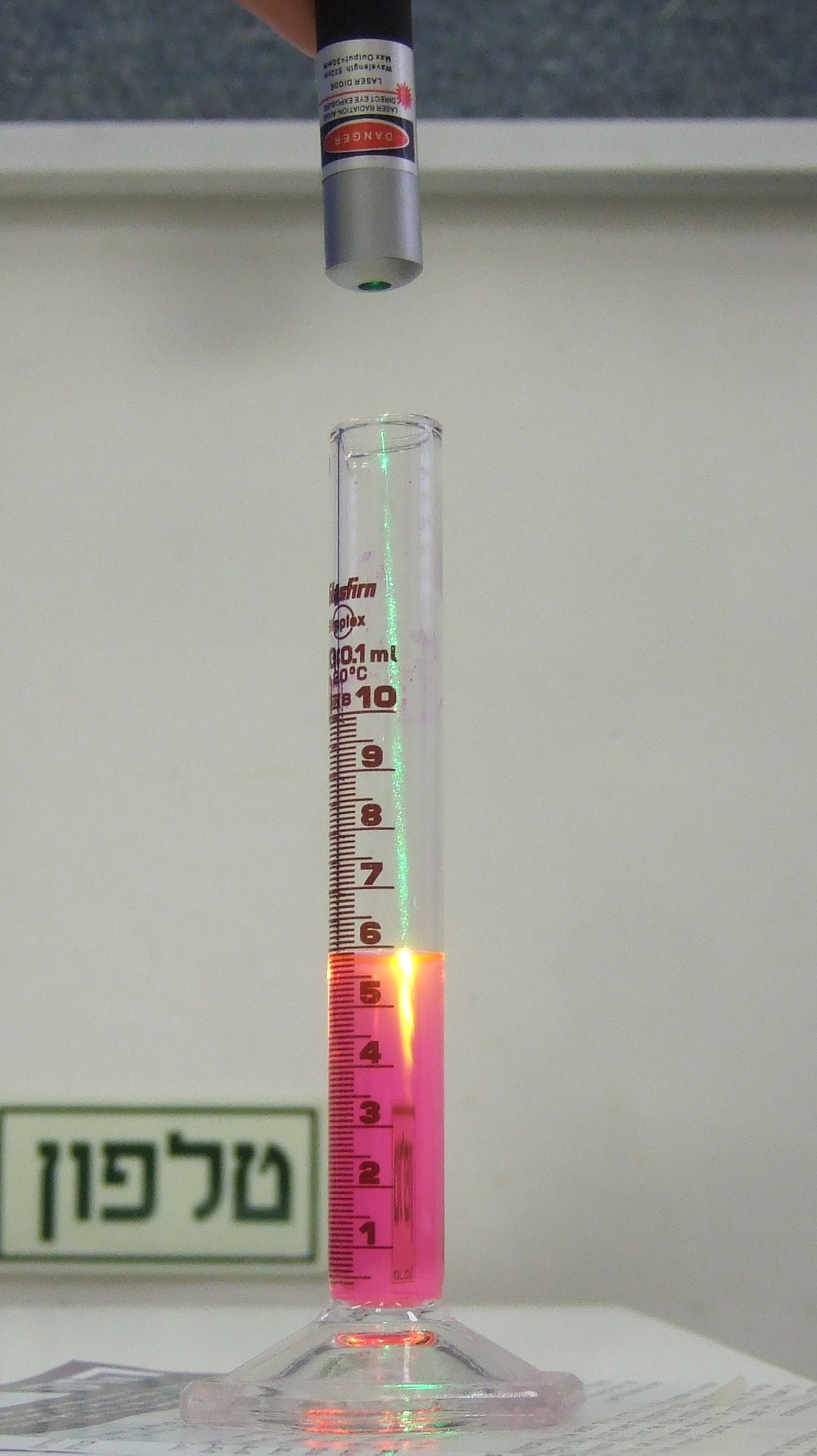
로다민 B 용액에 녹색 레이저를 쬔 모습. 레이저의 밝기가 갈수록 약해지고 있다.

비어-람베르트 법칙(Beer-Lambert Law)은 매질의 성질과 빛의 감쇠현상에 대한 법칙이다. 분석화학 분야에서 흔히 사용되는 법칙이며, 물리광학분야, 광자나 중성자, 희소 기체에 대한 연구에서도 종종 응용된다. 수리물리학에서는 BGK 방정식의 해로 나타난다. 비어-람버트 법칙, 람베르트-비어 법칙 등으로 부르기도 한다.

## 정의
투과율 T와 흡광도 A의 관계는 다음과 같다.
{\displaystyle T={\frac {\Phi _{\mathrm {e} }^{\mathrm {t} }}{\Phi _{\mathrm {e} }^{\mathrm {i} }}}=e^{-\tau }=10^{-A},}
여기에서
- {\displaystyle \Phi _{\mathrm {e} }^{\mathrm {t} }}는 투과하는 물질의 방사속이다.
- {\displaystyle \Phi _{\mathrm {e} }^{\mathrm {i} }}는 받는 물질의 방사속이다.

이 때 비어-람베르트 법칙에 의하면 단일 매질에 대한 흡광도 A는 다음과 같이 쓸 수 있다.
{\displaystyle A=\varepsilon \ell c}
여기서 각각의 변수는 다음의 의미를 가진다.
- {\displaystyle A}는 흡광도를 의미한다.
- {\displaystyle \varepsilon }는 매질의 몰 흡광계수 또는 흡수율을 의미한다.
- {\displaystyle \ell }는 매질 내에서 빛의 이동 거리를 의미하며, 센티미터[cm] 단위로 적는다.
- {\displaystyle c}는 매질의 농도를 의미한다.

빛이 N개의 서로 다른 매질 속을 이동하는 경우를 생각해보자. 이를 투과율 T와의 관계로 나타내면 다음과 같다.
{\displaystyle T=e^{-\sum _{i=1}^{N}\sigma _{i}\int _{0}^{\ell }n_{i}(z)\mathrm {d} z}=10^{-\sum _{i=1}^{N}\varepsilon _{i}\int _{0}^{\ell }c_{i}(z)\mathrm {d} z}}
여기서 τ와 A를 통해 지수부의 복잡한 적분식을 간단히 표현할 수 있다. 이 때 두 변수는 다음과 같이 정의한다.
{\displaystyle \tau =\sum _{i=1}^{N}\tau _{i}=\sum _{i=1}^{N}\sigma _{i}\int _{0}^{\ell }n_{i}(z)\,\mathrm {d} z}
{\displaystyle A=\sum _{i=1}^{N}A_{i}=\sum _{i=1}^{N}\varepsilon _{i}\int _{0}^{\ell }c_{i}(z)\,\mathrm {d} z}
여기서 각각의 변수는 다음의 의미를 가진다.
- {\displaystyle \sigma _{i}}는 i번째 매질의 단면적당 감쇠율을 의미한다.
- {\displaystyle n_{i}}는 i번째 매질의 개수밀도를 의미한다.
- {\displaystyle \varepsilon _{i}}는 i번째 매질의 몰 흡광계수 또는 흡수율을 의미한다.
- {\displaystyle c_{i}}는 i번째 매질의 몰 농도를 의미한다.
- {\displaystyle \ell }은 i번째 매질 속에서 빛이 이동한 거리를 의미한다.

## 같이 보기
- 흡수분광학
- 로그 (수학)